# Despina Stratigakos
Despina Stratigakos (Montreal, 3 de marzo de 1963) es una historiadora de la Arquitectura, escritora y profesora en la Universidad de Búfalo.

## Educación
Stratigakos nació en Montreal, Quebec, y se graduó en la Universidad de Toronto, obteniendo un máster en la Universidad de California Berkeley y un doctorado en el Bryn Mawr College. Enseñó en la Universidad de Harvard  y la de Míchigan antes de incorporarse a la Escuela de Arquitectura y Planificación de la Universidad de Búfalo.

## Carrera académica
Desde 2018, Stratigakos ha ocupado el puesto de Vicerrectora de Excelencia Inclusiva en la Universidad de Búfalo. Stratigakos había sido anteriormente Directora de la Society of Architectural Historians, Consejera del International Archive of Women in Architecture en el Instituto Politécnico y Universidad Estatal de Virginia, Administradora de la Beverly Willis Architecture Foundation y Vicedirectora del Instituto de Estudios de Género de la Universidad de Búfalo.
También ha participado en el Grupo de Trabajo sobre Diversidad en la Arquitectura del Ayuntamiento de Búfalo y fue miembro fundador de la Academia de Arquitectura y Diseño, una iniciativa de las escuelas públicas de Búfalo para impulsar la formación en Diseño y la excelencia académica.  Entre 2016 y 2017, Stratigakos fue miembro del Institute for Advanced Study en Princeton.

## Publicaciones
Los libros de Stratigakos exploran las relaciones entre el poder y la Arquitectura. Hitler’s Northern Utopia: Building the New Order in Occupied Norway (2020) estudia cómo los arquitectos y planificadores intentaron construir un modelo de sociedad “aria” en Noruega durante la II Guerra Mundial. Where Are the Women Architects? (2016) plantea los desafíos que enfrentan las mujeres en la profesión de arquitectas. Hitler at Home (2015) investiga la construcción arquitectónica e ideológica del entorno doméstico del Führer.  A Women’s Berlin: Building the Modern City (2008) describe la historia de una metrópolis femenina olvidada. Este libro ganó el Premio de la Asociación de Estudos Germanísticos y el Premio de Investigación Milka Bliznakov.
Las publicaciones de Stratigakos sobre el Tercer Reich han sacado a la luz historias poreviamente ignoradas, incluyendo el influyente papel de Gerdy Troost, la decoradora de interiores de Hitler.  Stratigakos ha llamado la atención sobre los peligros del borrado de la memoria y la normalización cuando se escribe sobre los nazis.
Stratigakos está reconocida internacionalmente como una experta en la diversidad y la equidad en la Arquitectura, temas sobre los que ha publicado abundantes estudios. Su artículo "Unforgetting Women Architects", publicado en 2013 en Places Journal, acerca de la marginación de las mujeres arquitectas en los libros de Historia y la necesidad de incluirlas en Wikipedia inspiró el surgimiento de editatones en Wikipedia dedicados a las mujeres en el Diseño.
Stratigakos también ha escrito sobre la escasez de diversidad en las apariciones de arquitectos en la películas de Hollywood, así como entre la élite de ganadores de premios de Arquitectura. En 2007 fue la comisaria de una exposición sobre Barbie Arquitecta en la Universidad de Michigan, con el objetivo de llamar la atención sobre los estereotipos de género dentro de la profesión arquitectónica. En 2011 colaboró con la empresa Mattel en el desarrollo y lanzamiento de la muñeca Barbie Arquitecta.

## Premios y honores
- Miembro del Institute for Advanced Study, Princeton[6]
- Marie Curie Fellowship[32]
- Investigadora Visitante del Centro de Investigaciones Humanísticas de la Universidad Rice[33]
- Walter B. Sanders Fellow, Taubman College of Architecture and Urban Planning, Universidad de Míchigan[34]